# Bloch: Die Wut
Die Wut ist ein deutscher Fernsehfilm von Christoph Stark aus dem Jahr 2006. Es ist die neunte Episode der Fernsehreihe Bloch.
Maximilian Bloch lernt unfreiwillig eine junge Patientin und deren problematische Familienstruktur kennen. Wieder ruft eine Seele nach Hilfe, denn seine Patientin lügt, stiehlt und provoziert ihre Mitmenschen.

## Handlung
Bloch ist zu Clara nach Baden-Baden zurückgekehrt. Während er sich in der Stadt umsieht und an einem Hähnchengrill verweilt, wird er auf offener Straße bestohlen. Die fünfzehnjährige Sonja scheint sehr geübt darin zu sein, denn sie ist so geschickt, dass Bloch den Verlust seiner Brieftasche nicht sofort bemerkt. Der Therapeut trifft die Diebin unverhofft wieder, kann sie in ein Gespräch verwickeln und sich ihr damit nähern. Kleinlaut gibt sie ihm seine Brieftasche zurück und tischt ihm üble Lügengeschichten auf. Angeblich stamme sie aus zerrütteten Verhältnissen, sei im Heim groß geworden und wisse nicht, wo sie bleiben solle. Bloch bemerkt schnell, dass das nicht stimmt, und möchte herausfinden, was dahinter steckt. Er lässt Sonja bei Clara und sich übernachten, wobei sich Sonja heimlich in Claras Schmuckschatulle bedient und wieder verschwindet.
Am nächsten Tag erscheint unangemeldet ein alter Freund von Bloch. Da dieser private Probleme hat, flüchtet er zu ihm und bleibt ein paar Tage. Er muss miterleben, wie Clara den Verlust ihres Familienschmucks bemerkt. Sie ist über den Diebstahl sehr verärgert und Bloch bittet seinen Freund Reinhard, sich ein wenig um Clara zu kümmern, bis er den Schmuck und das Mädchen wiedergefunden hat.
Bloch hatte sich heimlich Sonjas Personalausweis angesehen und so ihre Adresse herausgefunden. Er begibt sich zu ihren Eltern und ihr Vater zeigt sich sehr erstaunt, dass seine Tochter mit einem Therapeuten geredet haben soll. Er ist ähnlich abweisend wie seine Tochter und Bloch geht unverrichteter Dinge wieder weg. Zuhause wartet seine eigene Tochter auf ihn und will ihm erklären, dass sie ihr Psychologiestudium gern für eine Musikkarriere unterbrechen möchte. Noch ehe Bloch ihr das ausreden kann, ruft Sonjas Mutter an und bittet ihn, bei der Suche nach ihrer Tochter zu helfen. Sie weiß, wie problematisch sie ist, und auch, dass sie stiehlt. Sonja hat eine jüngere Schwester, mit der sie sich gut versteht. Bloch lernt Julia kennen und ist sich sicher, dass sie weiß, wo ihre Schwester ist. Zögernd gibt Julia einen Hinweis und Bloch findet Sonja bei ihrem Freund Boris. Von dort aus nimmt er sie mit zu sich und Clara, wo Sonja zunächst wieder nur „um-sich-beißt“ und dabei gar nicht merkt, dass es da jemand gut mit ihr meint. Sonja steckt so voller Wut, die sich sogar gegen sie selber richtet. Sie schlägt mit beiden Händen durch eine Glastür und verletzt sich dabei schwer. Bloch ist ratlos, denn bei der hohen sozialen Kompetenz ihres Elternhauses müsste eigentlich alles in Ordnung sein. Daher begibt er sich noch einmal zu den Baumgärtners und findet einen ersten Hinweis, warum Sonja einen „Krieg“ gegen ihre Eltern führt. Im Gespräch mit den Eltern und Sonja stellt sich heraus, dass Sonja mit 18 Monaten adoptiert worden ist. Damit ist ihr klar, warum sie von jeher das Gefühl hatte, überhaupt nicht zu ihren Eltern zu passen. Sonja wird auffallend ruhig und wirkt zufrieden. Ihre Eltern dagegen geraten in Streit, da sie vorhatten, es Sonja nie zu sagen. Sie wollten sie unbelastet aufwachsen lassen ohne das Wissen, eine Mutter zu haben, der das Jugendamt ihr Kind wegnehmen musste.
Sonja entschließt sich ihr Elternhaus zu verlassen, um ihre leibliche Mutter zu finden. Da sie das allein nicht schafft, bittet sie Bloch um Hilfe. Sie geht zu ihm und bringt auch Claras Schmuck zurück. Der Umstand, dass Blochs Freund Reinhardt Staatsanwalt ist, erleichtert die Suche. Doch ist das Ergebnis nicht sehr positiv, denn Sonjas Mutter war im Gefängnis und starb vor sechs Monaten an einer Überdosis Rauschgift. Die Einsicht, dass Sonjas Mutter sie nicht wollte und als Baby fast verhungern lassen hatte, fällt ihr immer noch schwer. Dank Blochs konsequenter Begleitung gelingt ihr allmählich, ihre jetzige Familie als die ihre zu akzeptieren.

## Hintergrund
Die Wut ist eine Koproduktion des Südwestfunk und des Westdeutschen Rundfunks und wurde zusammen mit Maran Film vom 27. September 2005 bis zum 29. Oktober 2005 in Baden-Baden und Stuttgart gedreht. Der Film entstand nach einer Konzeption von Peter Märthesheimer und Pea Fröhlich und wurde am 12. Juli 2006 im Rahmen der ARD-Reihe „FilmMittwoch im Ersten“ zum ersten Mal zur Hauptsendezeit gesendet.

## Rezeption

### Einschaltquote
Der Film wurde bei seiner Erstausstrahlung am 12. Juli 2006 von 3,67 Millionen Zuschauern gesehen, was einem Marktanteil von 14,8 Prozent entsprach.

### Kritiken
Rainer Tittelbach von tittelbach.tv stellt anerkennend fest: „‚Die Wut‘ ist ein typischer ‚Bloch‘: psychologisch stimmig, wunderbar gespielt & Janina Stopper ist eine Entdeckung!“ Tittelbach schreibt weiter: Bloch „erkennt die Grenzen des Verstandes an und dringt ein ins Reich der verdrängten Gefühle. Das ist schmerzhaft, weil Schutzdämme reißen, aber es ist der einzige Weg zur Gesundung. Schön, dass Bloch anderen helfen kann, aber kein Übermensch ist, was die eigene Seele angeht. So treibt ihn ein alter Freund in rasende Eifersucht.“
Tilmann P. Gangloff meint bei Kino.de zu diesem Film: „Anders als in den Drehbüchern des verstorbenen Peter Märthesheimer, bei dem Bloch stets ein Mensch mit zwei Gesichtern war, kommt der dicke Analytiker bei Autor Jochen Bitzer besser weg: Er glaubt nicht nur an das Gute im Menschen, er verkörpert es auch. […]  Sensationell ist [auch] die von Regisseur Christoph Stark ungemein sensibel geführte Janina Stopper: Sonjas pure Provokation sieht nie gespielt aus; selbst ihr Zynismus wirkt authentisch. Die junge Darstellerin verkörpert den Krieg gegen die Eltern mit einer beängstigenden Intensität. Ein Vergleich mit der jungen Isabelle Huppert ist alles andere als weit hergeholt.“
Auch Die Morgenpost schreibt ebenso positiv: „‚Bloch: Die Wut‘ ist ein großartig erzähltes Psychodrama - intensiv gespielt und von Regisseur Christoph Stark feinfühlig in Szene gesetzt.“
Die TV Spielfilm vergab für den Film die bestmögliche Wertung (Daumen nach oben) und schrieb: „Blochs neunter Fall zeigt den verletzlichen ‚Dicken‘, wie eine seiner anderen Erfolgsserien hieß, von der besten Seite: geduldig, interessiert, mitfühlend. Am Ende zeigt sich ein wahres Schreckensbild: eine Familie, in der das Schweigen perfektioniert wurde.“ Fazit: „Starker Tauchgang in die Tiefen der Seele.“